# Moa
Moaerne er en gruppe af uddøde fugle, der levede på New Zealand indtil omkring 1500-tallet. Ligesom de nulevende strudsefugle kunne moaerne ikke flyve. Man kender cirka 10 arter, der blandt andet er bevaret ved skeletter. Den største art var sandsynligvis over 3,6 meter høj og vejede 230 kilogram. Moa betyder "spiselig fugl" (fjerkræ) på flere polynesiske sprog. 
Elefantfuglen og de nulevende kiwi-fugle er begge i familie med moaen. De har alle traditionelt været klassificeret som strudsefugle, der bl.a. har det til fælles at de ikke kan flyve.

## Årsag til uddøen
Den sidste art levede på New Zealand indtil omkring 1530, hvor det sidste spor af moa kendes fra køkkenmøddinger. Der har dog været beretninger om fugle helt frem til 1800-tallet, men ingen af disse har senere kunnet bekræftes. Moaerne blev dels udryddet på grund af maoriernes jagt og dels på grund af færre egnede levesteder. Indtil omkring år 1000 havde New Zealand ikke kendt til pattedyr – heller ikke mennesker. Men omkring dette tidspunkt nåede maorierne til stedet fra Polynesien. Mange dyr i New Zealand var ikke tilpasset den jagt, der nu gik ind, både fra menneskene, men også fra de medbragte pattedyr.

### Rygter om nulevende moaer
Der går ofte rygter om folk der har set levende moaer i New Zealand. Men som med den uddøde tasmanske pungulv i Australien, hvorom der også regelmæssigt bliver rapporteret, er det vist desværre meget usandsynligt, at så stort et dyr har kunnet skjule sig på trods af de mange uvejsomme skovområder på Sydøen.

## Fund i huler
I dag kan man være heldig at finde moaskeletter i huler på Sydøen. Hulerne har huller eller svage punkter i loftet, hvor uheldige fugle er gået igennem og derefter ikke har kunnet finde ud igen. 

## Arter

### Kæmpemoa
Hunnerne af de to største arter, Sydøens og Nordøens kæmpemoa (henholdsvis Dinornis robustus og Dinornis novaezealandiae), blev sandsynligvis over to meter høje og vejede omkring 250 kilo. Hannerne blev kun halvt så store. Til sammenligning var elefantfuglen fra Madagaskar en smule tungere og omtrent lige så høj. 

### Andre arter
Ud over de to arter af kæmpemoa, findes otte andre arter:
- Skovmoa, Megalapteryx didinus
- Elefantfods-moa, Pachyornis elephantopus
- Lille moa, Emeus crassus
- I øvrigt er følgende fem arter beskrevet: Euryapteryx gravis, Euryapteryx curtus, Anomalopteryx didiformis, Pachyornis geranoides og Pachyornis australis

## Billeder
|                                                                                        |
| En rekonstruktion af en kæmpemoa, der står udstillet på Auckland Museum i New Zealand. |

|                                           |
| Sammenligning mellem kiwi, struds og moa. |